# Albert Hjärre
Albert Andersson Hjärre, född 23 november 1897 i Stiby församling, Kristianstads län, död 22 april 1958 i Danderyd, Stockholms län, var en svensk anatom och ämbetsman. 
Hjärre avlade veterinärexamen 1922, förordnades 1923 att upprätthålla professoren i patologisk anatomi vid Veterinärhögskolan och var 1930-1943 professor i patologisk anatomi vid Veterinärhögskolan. Han blev medicine hedersdoktor vid Karolinska institutet 1942 samt var ledamot av Lantbruksakademien och Krigsvetenskapsakademien. Mellan åren 1938 och 1958 var han föreståndare och chef för Statens veterinärmedicinska anstalt.
Han disputerade 1930 vid Karolinska institutet med avhandlingen Die puerperale Hämoglobinämie des Rindes, d.v.s. Puerperal hemoglobinemi hos nötkreatur.
Hjärre var 1936 en av initiativtagarna till Sällskapet för veterinärmedicinsk forskning.